# Áreas Históricas de Gyeongju
As Áreas Históricas de Gyeongiu na Coreia do Sul foram declaradas Património Mundial da Unesco em 2000. As áreas históricas incluem as ruinas de templos e palácios, pagodes e estatuária, e outros artefactos culturais deixados pelo Reino de Silla, como o Monte Namsan, Wolseong, o parque de Mamoa e Hwangnyongsa.